# گابریل اتل
گابریل اَتَل (تلفظ فرانسوی: [ɡabʁijɛl atal]; زادهٔ ۱۶ مارس ۱۹۸۹)، سیاستمدار فرانسوی است که از ژانویه تا سپتامبر ۲۰۲۴ به‌عنوان نخست‌وزیر فرانسه فعالیت می‌کرد. او عضو حزب رنسانس است و از سال ۲۰۲۳ تا ۲۰۲۴ وزیر آموزش ملی بود.
در ۹ ژانویه ۲۰۲۴ امانوئل مکرون، رئیس‌جمهور فرانسه، اتل را به جای الیزابت بورن به عنوان نخست‌وزیر منصوب کرد. اتل ۳۴ ساله که همجنس‌گرا است، جوان‌ترین نخست‌وزیر تاریخ فرانسه است. او به عنوان یک رقیب بالقوه برای انتخابات ریاست‌جمهوری ۲۰۲۷ توصیف شده است.
او در سال ۲۰۱۴ یک مشاور ناشناخته در وزارت بهداشت و یکی از اعضای رسمی حزب سوسیالیست بود.